# 博哈蒂爾卡
49°27′52″N 30°7′4″E / 49.46444°N 30.11778°E

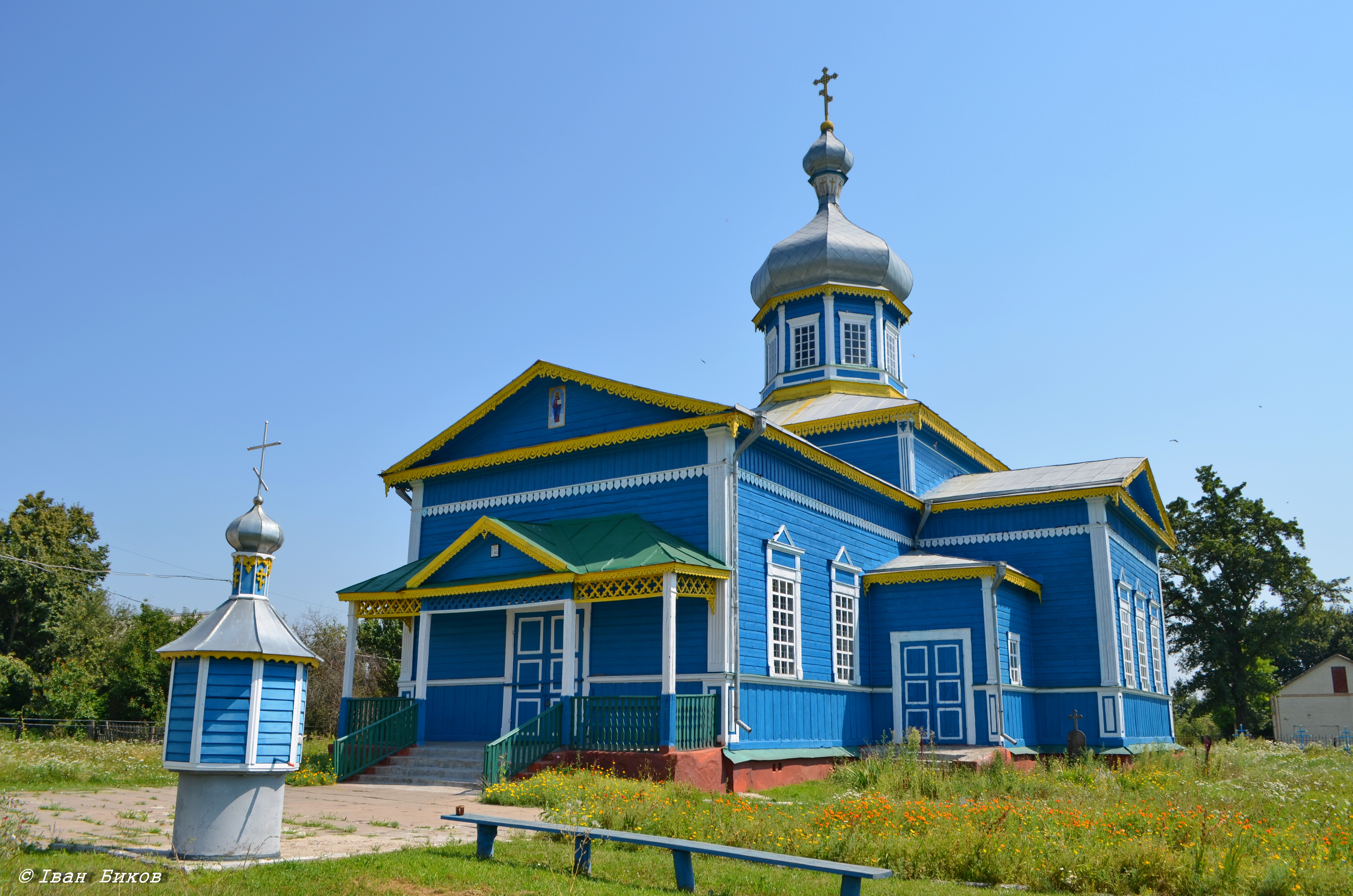

博哈蒂爾卡（烏克蘭語：Богатирка）是位於烏克蘭北部的村莊，由基辅州白采爾克瓦區的斯塔維謝市鎮負責管轄。該村始建於1750年，面積2.6平方公里，海拔高度203米，2001年人口388。